# Na Na Na (Na Na Na Na Na Na Na Na Na)
"Na Na Na (Na Na Na Na Na Na Na Na Na)" é o primeiro single do quarto álbum Danger Days: The True Lives of the Fabulous Killjoys da banda de rock alternativo My Chemical Romance.

## Promoção
A canção foi ao ar em 22 de Setembro de 2010 via WRFF na Filadélfia, Zane Lowe na BBC Radio 1 e KROQ em Los Angeles, onde também foi confirmado que seria o novo single.

## Videoclipe
O clipe para a canção foi promovido com o trailer do álbum Art is The Weapon. O vídeo começa tocando a canção Look Alive Sunshine, cantada pelo DJ de uma rádio pirata que guia os quatro Killjoys do álbum; eles partem de um esconderijo no deserto e encontram diversos soldados da corporação maligna Better Living Industries. Como a história do álbum se passa em 2019, os Killjoys são armados com pistolas a laser. Eles são acompanhados por uma criança que no meio do clipe é encurralada por um soldado. Gerard Way (com o codinome Party Poison) atira no soldado e encontra os outros Killjoys. No final, os Killjoys se preparam para um tiroteio com o líder dos soldados (interpretado por Grant Morrison) e mais alguns soldados.
O clipe termina com os Killjoys caídos no chão, pois perderam a luta. Party Poison vê o líder dos soldados capturar a criança e a continuação do clipe será o clipe do single Sing.
Cada integrante da banda recebe um codinome no clipe: Gerard Way - Party Poison, Ray Toro - Jet Star, Frank Iero - Fun Ghoul e Mikey Way - Kobra Kid

## Desempenho nas paradas musicais
| Parada (2010/11)                                  | Melhor posição |
| ------------------------------------------------- | -------------- |
| Áustria - Austrian Singles Chart                  | 71             |
| Canadá - Canadian Singles Chart                   | 70             |
| Países Baixos - Dutch Singles Chart               | 86             |
| União Europeia - European Hot 100                 | 69             |
| Alemanha - German Singles Chart                   | 94             |
| Japão - Japanese Singles Chart                    | 9              |
| Nova Zelândia - RIANZ Singles Chart               | 33             |
| Suécia - Sverigetopplistan                        | 44             |
| Reino Unido - UK Singles Chart                    | 31             |
| Reino Unido - UK Official Download Chart          | 31             |
| Reino Unido - UK Rock Chart                       | 1              |
| Estados Unidos - U.S. Billboard Hot 100           | 77             |
| Estados Unidos - U.S. Billboard Alternative Songs | 10             |
| Estados Unidos - U.S. Billboard Rock Songs        | 21             |